# Domingo Nieto
Pour les articles homonymes, voir Nieto.
Domingo Nieto y Márquez, né le 5 août 1803 à Ilo (Pérou), mort le 17 février 1844 à Cuzco, est un militaire et homme d'État péruvien. Il est président de la République, du 17 juillet 1843 au 17 février 1844 date de sa mort.